# Andrzej Goździkowski
Andrzej Szczepan Goździkowski (ur. 26 grudnia 1959 w Mławie) – polski prawnik i biznesmen. Działacz NZS.

## Życiorys
Absolwent Wydziału Prawa Uniwersytetu Łódzkiego. W czasach studenckich działacz NSZ.
Od 1991 r. współzałożyciel i akcjonariusz, a od 1997 r. również prezes zarządu spółki Cedrob S.A. Od 2014 r. przewodniczący Rady Nadzorczej Gobarto S.A. oraz Zakładów Mięsnych Silesia S.A.

## Odznaczenia i wyróżnienia
- Złoty Krzyż zasługi (2010 r.) – za działalność w okresie stanu wojennego[5].
- Krzyż Wolności i Solidarności (2019 r.) – za działalność opozycyjną w okresie stanu wojennego[6].